# Progymnospermophyta
Progymnospermophyta is een uitgestorven groep van houtige, sporendragende planten die leefden in het Midden-Devoon tot in het Vroeg-Carboon, ongeveer 385 tot 320 miljoen jaar geleden.
Naargelang van de bron worden ze beschouwd als een stam, als een klasse of als een polyfyletische groep.
Ze zouden ontstaan zijn uit de Trimerophytopsida, de groep waaruit ook de varens en de zaadplanten afstammen, en de voorouders zijn van de naaktzadigen (Gymnospermae).

## Naamgeving enetymologie
De wetenschappelijke naam Progymnospermophyta kan afgeleid worden van Oudgrieks πρό (pro voor), γυμνός (gumnos - naakt), σπέρμα (sperma - zaad) en φυτόν (phuton - plant), omwille van de houtige, monopodiale groei die doet denken aan die van een conifeer.

## Kenmerken
De progymnospermophyta worden gekenmerkt door een sterke monopodiale groei, een cambium met onbegrensde groeimogelijkheden, en de productie van secundair xyleem met houtvaten. Bij een aantal geslachten van deze groep, zoals Runcaria en Archaeopteris, komt heterosporie voor, het verschijnsel dat de sporen in twee grootte-klassen voorkomen, zoals bij de echte zaadplanten.
Oppervlakkig leken deze planten wat op coniferen. Omwille hiervan worden beschouwd als de eerste 'moderne' bomen, en de Progymnospermophyta kunnen beschouwd worden als de voorlopers van de zaadplanten.

## Fylogenieentaxonomie
De progymnospermen vormen een polyfyletische groep, met drie orden: de Aneurophytales, de Protopityales en de Archaeopteridales.
| Stamboom van de Euphyllophyta, sterk vereenvoudigd schema |
| --- |
| - Euphyllophyta (Kenrick & Crane 1997) - † Stam Trimerophytophyta (Banks 1975) - Lignophyta - Stam Pteridophyta (Schimper 1879), varens - - † progymnospermophyta (Bold & al. 1987) - Spermatophyta, zaadplanten - † zaadvarens, pteridospermofyten - - naaktzadigen, gymnospermen - Stam Angiospermophyta (Berry 1915), bedektzadigen |
| taxonomische groep; benoemde clade (een monofyletische groep) een niet-monofyletische groep |

De oudste Progymnospermophyta, daterend uit het Midden-Devoon (385 miljoen jaar geleden), zijn de Aneurophytales, met geslachten als de Protopteridium en Tetraxylopteris, die nog geen echte bladeren bezitten. In meer geavanceerde geslachten als Aneurophyton verschijnen de eerste bladachtige organen. 
Pas tegen het einde van het Devoon ontstaan de Archaeopteridales, met als voornaamste geslacht Archaeopteris. Dit waren met voorsprong de meest voorkomende grote bomen in de laaglandbossen van het Devoon tot het Midden-Mississippien. Het geslacht Archaeopteris wordt beschouwd als zustergroep van de 'echte' zaadplanten. 
Uit de Aneurophytales zouden, ook in het Boven-Devoon, de zaadvarens (Pteridospermatophya) ontstaan zijn.
Indien de polyfyletische groepen worden uitgesplitst, krijgt men de volgende fylogenetische stamboom:
| Fylogenetische stamboom met progymnospermophyta, zaadvarens en naaktzadigen |
| --- |
| - Euphyllophyta (Kenrick & Crane 1997) - † Stam Trimerophytophyta (Banks 1975) - - Stam Pteridophyta (Schimper 1879), varens - Lignophyta - † Aneurophytales (→ progymnospermophyta) - - - † Protopityales (→ progymnospermophyta) - † Archaeopteridales (→ progymnospermophyta) - Spermatophyta, zaadplanten - † Lyginopteridopsida (→ zaadvarens, pteridospermofyten) - - † Medullosopsida (→ zaadvarens) - - † Callistophytopsida (→ zaadvarens) - - Stam Cycadophyta (→ naaktzadigen, gymnospermen) - - † Peltaspermopsida (→ zaadvarens) - - - Stam Ginkgophyta (→ naaktzadigen) - - Stam Gnetophyta (→ naaktzadigen) - Stam Coniferophyta (→ naaktzadigen) - - - † Caytoniopsida (→ zaadvarens) - Stam † Cycadeoidophyta (→ naaktzadigen) - Stam Angiospermophyta (Berry 1915), bedektzadigen |
| taxonomische groep; benoemde clade (een monofyletische groep) (→ behoort tot de ...) wordt ook gerekend tot een polyfyletische groep |